# Acer sempervirens
Acer sempervirens, o bordo de Creta, é uma espécie de bordo nativa do sul da Grécia e sul da Turquia.

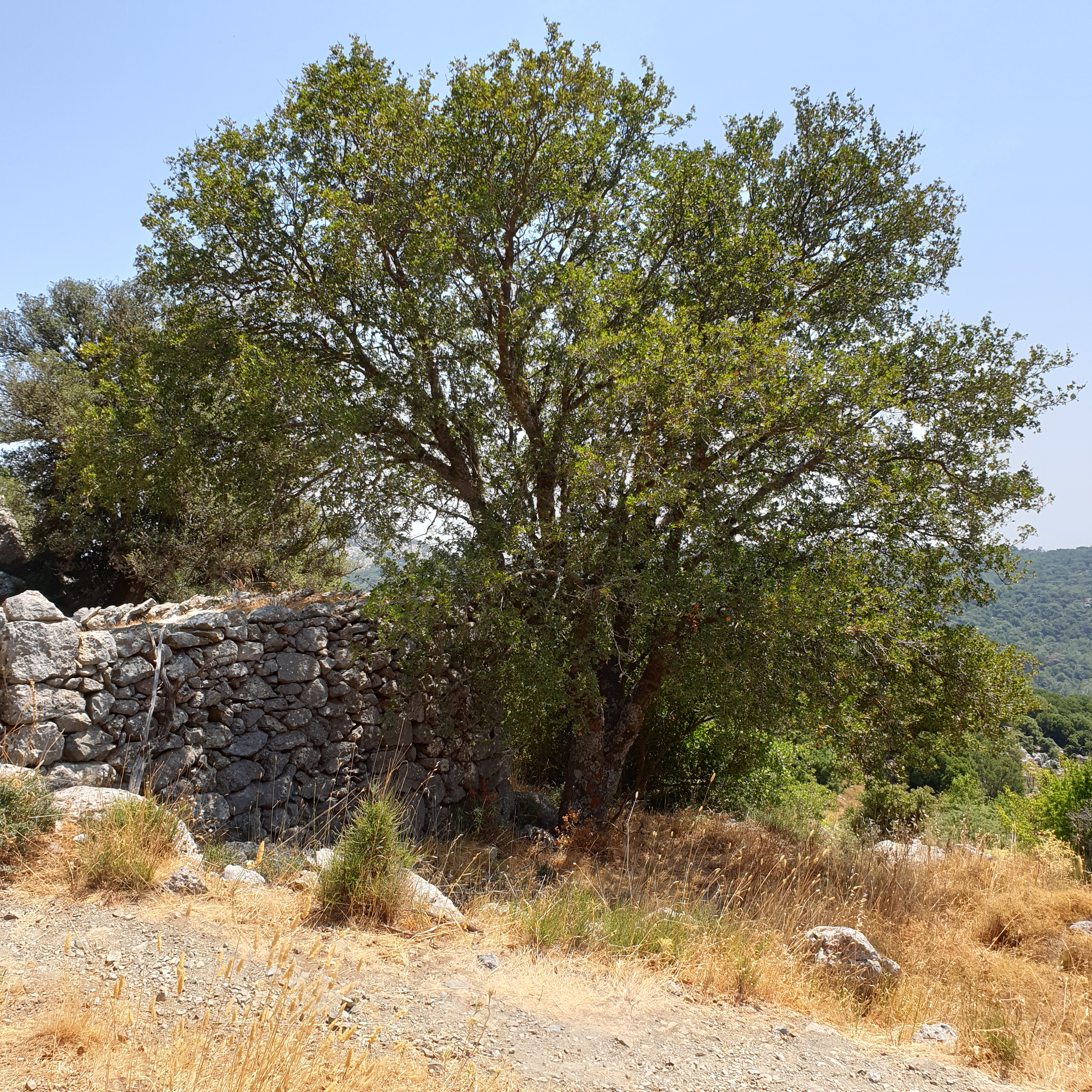
Bordo cretense (Asfendamos), montanhas Dikti, Creta

Acer sempervirens é um arbusto perene ou semi-perene ou pequena árvore, uma das poucas espécies perenes do gênero. Cresce até 10 m (33 ft) de altura com um tronco de até 50 cm (20 in) de diâmetro. A casca é cinza escuro, lisa em árvores jovens, tornando-se escamosa e superficialmente fissurada em árvores maduras. Os brotos são verdes no início, tornando-se marrons opacos no segundo ano. As folhas são opostas, duras e de textura coriácea, de 1 a 1–4 cm (0.39–1.57 in) comprimento e 1–3 cm (0.39–1.18 in) diâmetro, verde escuro brilhante com um 1 cm (0.39 in) pecíolo, variavelmente não lobado ou trilobado (muitas vezes no mesmo broto); os lóbulos têm uma margem inteira (desdentado). As flores são verde-amareladas, produzidas em pequenos corimbos pendentes. A fruta é uma sâmara dupla com duas sementes arredondadas e aladas, as asas de 1.5–3 cm (0.59–1.18 in) comprimento, espalhados em um ângulo agudo.
É uma das espécies mais tolerantes à seca e ao calor do gênero, ocorrendo em encostas secas e ensolaradas em elevações moderadas. Está intimamente relacionado com Acer monspessulanum do norte e oeste da Europa, diferindo dele por ser uma árvore menor, geralmente arbustiva, e por suas folhas menores e perenes.

## Cultivo e usos
O bordo cretense é ocasionalmente cultivado como árvore ornamental na Europa Ocidental; foi introduzido na Grã-Bretanha em 1752.